# Socks
Pour l’article homonyme, voir SOCKS.
Socks (mars 1989 – 20 février 2009) a été le chat de la famille du président des États-Unis Bill Clinton. Après les deux mandats de son propriétaire, Socks vécut chez la secrétaire de Clinton Betty Currie,.

## Biographie

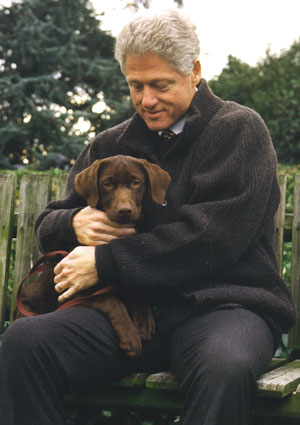
Buddy est le « rival » de Socks.

Socks est adopté par les Clinton en 1991 après qu'il eut sauté dans les bras de Chelsea Clinton tandis qu'elle quittait la maison de son professeur de piano à Little Rock dans l'Arkansas. Socks jouait avec son frère Midnight qui fut adopté par quelqu'un d'autre. Quand Bill Clinton fut élu président, Socks déménagea avec toute la famille de la résidence officielle du gouverneur de l'Arkansas à la Maison-Blanche et devint l'« animal de compagnie principal de la famille » selon Bill Clinton bien qu'il soit connu que le président partageait sa nourriture et son eau avec un chat errant tabby du nom de Slippers. Socks était souvent amené lors de visite d'école ou d'hôpitaux. Durant l'administration Clinton, les enfants étaient guidés par une représentation cartoon de Socks lorsqu'ils visitaient le site internet de la Maison-Blanche.

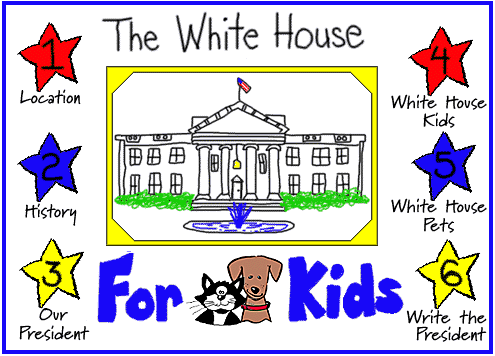
Illustration du site de la Maison Blanche présentée aux enfants par Socks et Buddy, sous la présidence de Bill Clinton.

Socks était l'animal favori des Clinton jusqu'à 1997 lorsque ceux-ci acquirent Buddy, un Labrador Retriever. Selon Hillary Clinton, le chat détesta Buddy dès le premier regard et Bill Clinton ajouta qu'« il s'était montré meilleur avec... les Palestiniens et les Israéliens qu'il ne l'avait fait avec Socks et Buddy ». Lorsque les Clinton quittèrent la Maison-Blanche en 2001, ils amenèrent Buddy dans leur nouvelle maison, mais laissèrent Socks à la secrétaire de Bill Clinton, Betty Currie.
En décembre 2002, Socks fit partie de la parade de Noël de Little Rock. En octobre 2004, Socks fit une apparition publique lorsque Betty Currie fut invitée à faire un discours au dîner de l'Officers' Spouses Club à l'Andrews Air Force Base. 
En juin 2008, Socks vit toujours avec Betty Currie et son mari à Hollywood dans le Maryland mais souffrait d'importants problèmes de santé : perte de poils, perte de poids, problème de la thyroïde et rénaux. En décembre 2008, on annonça que Socks était très malade et souffrirait d'un cancer de la mâchoire. Il est euthanasié le 20 février 2009 à Hollywood dans le Maryland. Il aurait dû avoir vingt ans en été 2009, sa date de naissance ayant été estimée en été 1989.
Dan Burton,  représentant républicain remit en cause publiquement l'utilisation du personnel et des fournitures de la Maison-Blanche pour répondre aux lettres adressées au chat.

## Références culturelles

Socks dans le bureau ovale, en juillet 1994.

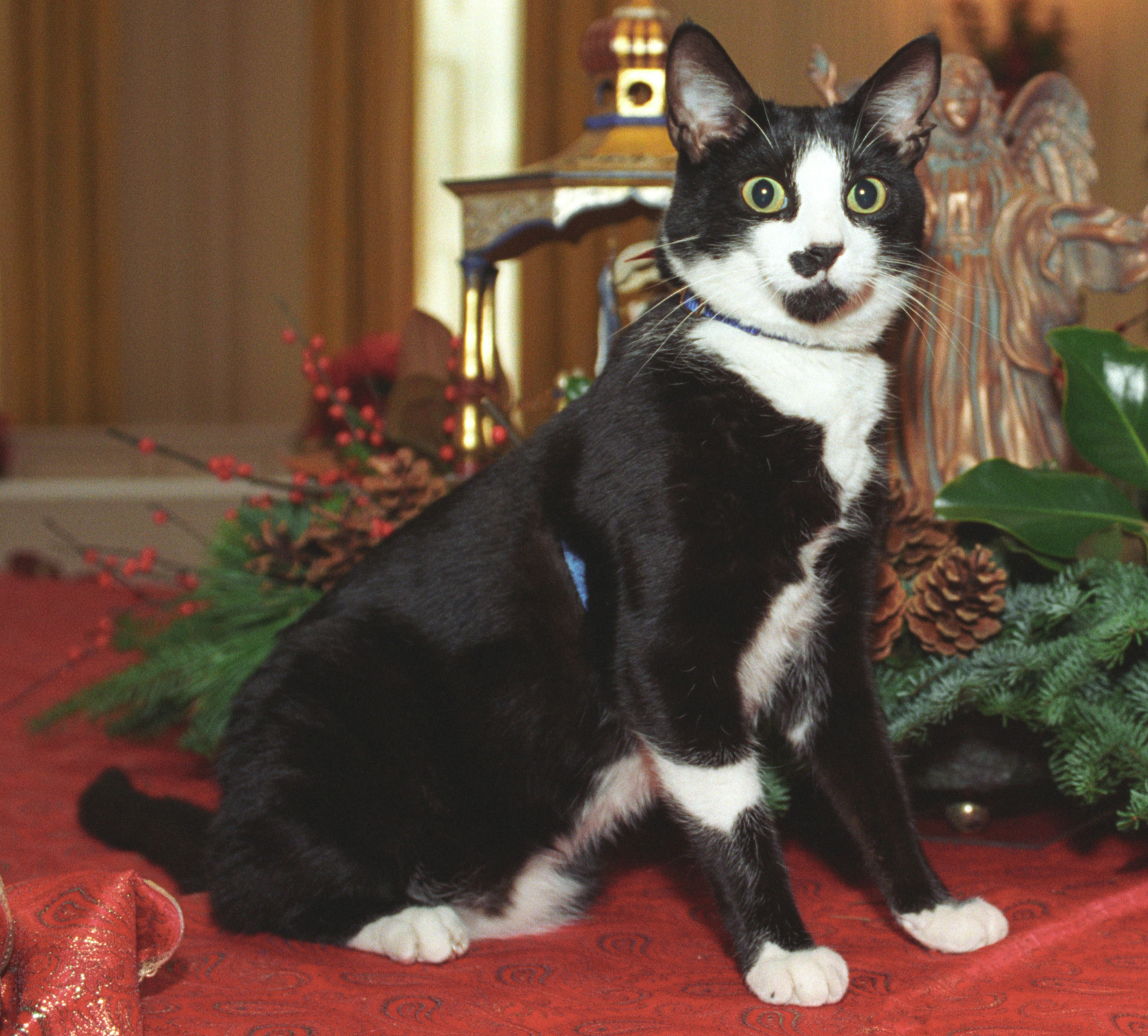
Socks à la Maison Blanche en décembre 1993.